# Shaun Monson
Pour les articles homonymes, voir Monson.
Shaun Monson est le réalisateur américain du documentaire Earthlings. Le film est narré par l'acteur Joaquin Phoenix, dont le frère River Phoenix menait activement un combat contre les mauvais traitements des humains envers les animaux, qui a commenté sur le documentaire : « De tous les films que j'ai jamais faits, c'est celui qui a le plus fait parler les gens ».

## Filmographie
- 2000 : Bad Actors
- 2001 : Holy War, Un-Holy Victory
- 2005 : Earthlings
- 2015 : Unity

## Anecdotes
- Ce premier volet de la trilogie Earthlings demanda au réalisateur 5 années de travail.

- Earthlings est aujourd'hui considéré comme le plus grand documentaire traitant de ce sujet.

- Shaun Monson a fait un deuxième volume de sa trilogie Earthlings, intitulé "Unity".